# Вернись в Сорренто (фильм, 2005)
«Вернись в Сорренто» — израильский телевизионный художественный фильм, снятый в 2005 году на киностудии «Ronkino» режиссёром Максимом Ронкиным. В картине рассказывается мистическая криминальная история репатриантов из СССР.
- «Вернись в Сорренто» — первый израильский мистический триллер на русском языке.
- Первый в Израиле полнометражный фильм, снятый на русском языке полностью независимой кинокомпанией.

## Сюжет
Главного героя зовут «Сорренто», по названию маленького посёлка в Советском Союзе, построенного пленными итальянцами. Он живёт в Тель-Авивской ночлежке гастарбайтеров из СССР и мечтает скопить денег и уехать в итальянский город, давший ему не то имя, не то прозвище…
Именно эти деньги и являются целью бандитской группировки, контролирующей криминалитет в том районе, где снимают квартиру «Сорренто» и «Жирный». К ним посылают «Колбу», чтобы он выбил из Сорренто деньги.
Параллельно Следователь Алекс ведёт расследование по делу об убийстве своей возлюбленной Джейн. На допросы он вызывает людей, способных, по его мнению, пролить свет на это преступление. Это рэкетир Жора, гастарбайтер по кличке «Жирный» и попрошайка-бомж Санёк. На допросах то и дело всплывает имя — Сорренто. Точнее не имя, а прозвище (кличка) молодого человека, приехавшего в Израиль, чтобы заработать деньги и на них уехать в Италию, в Сорренто. Именно поэтому его так и прозвали — «Сорренто», что он бредит этим городом и мечтает в него уехать.
Следователь Алекс видел «Сорренто» в компании со своей убитой возлюбленной Джейн. Но постепенно выясняется, что «Сорренто» тоже убит. Всё произошло в пещере, войдя в которую, можно затем попасть в любое место на земле. Его убили из-за денег, которые он копил для поездки в Италию. Но Сорренто не убивал Джейн. Её убил сам следователь, её убил Алекс…

## Премии и награды
- XXI международный хайфский кинофестиваль — 1-я премия в номинации «телевизионная драма»[1]
- XXI международный хайфский кинофестиваль — режиссёру фильма Максим Ронкин Приз за «Лучший драматический дебют»[2]

## В ролях
- Алексей Штукин — Сорренто
- Алексей Макрецкий — Жирный
- Юрий Бернштейн — Санёк
- Клим Каменко — следователь Алекс
- Ксения Рабинович — Джейн
- Сергей Баландинский — рэкетир Жора
- Дмитрий Чудновский — Колба
- Шауль Тиктинер — Старец-прорицатель
- Игорь Мушкатин — Смотрящий
- Денис Гур-Арье — мальчик-видение